# Církev Ježíše Krista celého vesmíru
Církev Ježíše Krista celého vesmíru je nové náboženské hnutí vyhlášené v Medžugorje roku 2018.
Zakladatelem je bývalý františkán Tomislav Vlašić. Ten byl pro své aktivity laicizován římskokatolickou církví.
Předmětem víry tohoto společenství je uctívání Svaté Trojice, ale rovněž existence tří vesmírů, ve kterých žijí lidé stvoření Bohem. Založení církve je odůvodněno selháním prvotní církve v tom, že omezila své působení na samotnou Zemi. Protože se církve do dnešních dnů nevrátila ke své původní misi – evangelizaci celého vesmíru, spojil v roce 2016 Duch Svatý věrné na zemi a „Ježíš a Panna Maria tento lid na Zemi a ve vesmíru výslovně nazvali: Církev Ježíše Krista celého vesmíru.“
Církev vydává vlastní publikace, které jsou propagovány na oficiálních stránkách.